# Sakon Yamamoto
Sakon Yamamoto (Japans: 山本 左近, Yamamoto Sakon) (Toyohashi, 9 juli 1982) is een Japanse autocoureur.
Hij begon zijn carrière in 1994 op de Suzuka Racing School met karting. In 2005 was hij, voor één Grand Prix-weekend, test- en derde coureur bij het Jordan Formule 1-team.
Op 8 juni 2006 ging hij deel uitmaken van het Super Aguri F1-team als hun testrijder en tevens derde rijder in Grand Prix-weekends, om Takuma Sato en Franck Montagny bij te staan tijdens de vrije trainingen op vrijdag.
Yamamoto nam sinds de Duitse Grand Prix op Hockenheim Montagny's plaats in de tweede auto over.
Sakon reed in de GP2 voor het BCN Competition-team maar werd op 26 juli bevestigd als vervanger van de ontslagen Christijan Albers bij het Formule 1-team van Spyker en reed het seizoen uit bij de Nederlandse formatie als teamgenoot van Adrian Sutil.
In de jaren daarna reed hij opnieuw en zonder noemenswaardig succes in de GP2 en in de ADAC GT Masters. In 2010 kreeg hij weer een kans in de Formule 1 als rijder van het HRT-team dat door voormalig Spyker-teamchef Colin Kolles werd geleid.
In 2011 werd hij test- en reserverijder voor Marussia Virgin Racing.

## Formule 1-carrière
| Jaar/Jaren | Team        |
| ---------- | ----------- |
| 2006       | Super Aguri |
| 2007       | Spyker      |
| 2010       | HRT         |

|                       | 2006 | 2007 | 2010 | Totaal |
| --------------------- | ---- | ---- | ---- | ------ |
| Aantal races          | 7    | 7    | 7    | 21     |
| Aantal zeges          |      |      |      | 0      |
| Aantal pole-positions |      |      |      | 0      |
| Aantal snelste ronden |      |      |      | 0      |
| Aantal podiumplaatsen |      |      |      | 0      |
| Aantal WK-punten      |      |      |      | 0      |
| Eindstand WK          | 27   | 24   | 26   |        |

(Bijgewerkt t/m 14 november 2010)

### Totale Formule 1-resultaten
| Seizoen | Inschrijving                | Chassis             | Motor                  | 1   | 2   | 3   | 4   | 5   | 6   | 7      | 8      | 9      | 10     | 11     | 12     | 13     | 14     | 15     | 16     | 17     | 18     | 19  | Pos | Punten |
| ------- | --------------------------- | ------------------- | ---------------------- | --- | --- | --- | --- | --- | --- | ------ | ------ | ------ | ------ | ------ | ------ | ------ | ------ | ------ | ------ | ------ | ------ | --- | --- | ------ |
| 2005    | Jordan Grand Prix           | Jordan Jordan EJ15B | Toyota RVX-05 3.0 V10  | AUS | MAL | BHR | SMR | ESP | MON | EUR    | CAN    | USA    | FRA    | GBR    | GER    | HUN    | TUR    | ITA    | BEL    | BRA    | JPN TC | CHN | -   | -      |
| 2006    | Super Aguri F1 Team         | Super Aguri SA05    | Honda RA806E 2.4 V8    | BHR | MAL | AUS | SMR | EUR | ESP | MON    | GBR TC | CAN TC | USA TC | FRA TC |        |        |        |        |        |        |        |     | 26  | 0      |
| 2006    | Super Aguri F1 Team         | Super Aguri SA06    | Honda RA806E 2.4 V8    |     |     |     |     |     |     |        |        |        |        |        | GER NF | HUN NF | TUR NF | ITA NF | CHN 16 | JPN 17 | BRA 16 |     | 26  | 0      |
| 2007    | Etihad Aldar Spyker F1 Team | Spyker F8-VII       | Ferrari 056H 2.4 V8    | AUS | MAL | BHR | ESP | MON | CAN | USA    | FRA    | GBR    | EUR    | HUN NF | TUR 20 |        |        |        |        |        |        |     | 24  | 0      |
| 2007    | Etihad Aldar Spyker F1 Team | Spyker F8-VIIB      | Ferrari 056H 2.4 V8    |     |     |     |     |     |     |        |        |        |        |        |        | ITA 20 | BEL 17 | JPN 12 | CHN 17 | BRA NF |        |     | 24  | 0      |
| 2010    | Hispania Racing F1 Team     | Hispania F110       | Cosworth CA2010 2.4 V8 | BHR | AUS | MAL | CHN | ESP | MON | TUR TC | CAN    | EUR    | GBR 20 | GER NF | HUN 19 | BEL 20 | ITA 19 | SIN    | JPN 16 | KOR 15 | BRA    | ABU | 26  | 0      |